# Имич, Александр
Александр Имич (англ. Alexander Imich, первоначально Александр Иосифович Имих; 4 февраля 1903, Ченстохова, Петроковская губерния — 8 июня 2014, Манхэттен, Нью-Йорк) — американский учёный-химик, парапсихолог, президент Исследовательского центра аномальных явлений в Нью-Йорке, долгожитель.
Является одним из немногих долгожителей из числа достигших стодесятилетнего возраста, известных также по причинам, не связанным с долголетием.

## Биография
Александр Иосифович Имих родился в уездном городе Ченстохова Петроковской губернии (Российская империя, ныне Польша), был третьим сыном в еврейской семье. Всего в семье Иосифа и Людвики Имих было четверо сыновей. Младший брат — французский инженер-химик и изобретатель Жорж Имиш (фр. Georges Imich, 1906—?). Отец владел магазином по продаже периодических изданий и небольшой мануфактурой для производства чёрного пигмента для красок, состоял членом общественного совета городской ссудо-сберегательной кассы и Еврейской больницы, а также местного отделения филантропической организации «Бней-Брит».
В детстве посещал традиционный хедер, затем польскую школу. Утверждал, что в пятнадцатилетнем возрасте, будучи ещё школьником, присоединился вместе с одноклассниками к польским вооружённым силам, боровшимся с большевиками. Старший брат Имиха служил инструктором автомобильного подразделения и обучил Александра водить армейские грузовики. После отступления красных войск Имих вернулся в школу.
Окончил Ягеллонский университет в Кракове, получив в 1929 году докторскую степень по зоологии. В это же время женился на студентке-химике Гене Мендельсон. Оказавшись не в состоянии найти работу по специальности, занялся химией. Примерно в это же время заинтересовался парапсихологией, проведя ряд исследований медиумов. Отчётом о проделанной работе стал доклад, опубликованный в 1932 году в немецком журнале Zeitschrift für Parapsychologie. Большинство материалов исследования было утрачено во время Второй мировой войны.
В 1936 году он вторично женился на юристе Веле Каценеленбоген (1914—1986), родом из Шерешёво Белостокской губернии. После начала войны Имих с женой бежали в Белосток, находившийся под контролем советских войск. Здесь ему поначалу удалось найти работу химика, однако по решению суда от 13 июля 1940 года А. И. Имих с женой Вельей Павловной Имих были высланы на спецпоселение в трудовой лагерь для польских спецпереселенцев в селе Абрамково Черевковского района Архангельской области. Освободившись по амнистии 2 сентября 1941 года, они провели оставшиеся военные годы в Самарканде, откуда в 1947 году репатриировались в Польшу, затем переехали во Францию. В 1952 году Александр Имич, потерявший в Холокосте практически всех родственников и друзей (в том числе родителей и первую жену), эмигрировал вместе с женой в Америку.
После долгой карьеры химика-консультанта Имич стал нью-йоркским пенсионером. На склоне лет он вернулся к своему давнему увлечению — парапсихологии. Опубликовал большое количество статей по данной проблематике в журнале «Journal of Spirituality & Paranormal Studies», выпустил книгу «Incredible Tales of the Paranormal» (Невероятные истории о сверхъестественном), изданную Bramble books в 1995 году, и даже несколько лет вручал премию своего имени за выдающиеся достижения в области парапсихологии. В 1999 году Александр Имич учредил Исследовательский центр аномальных явлений, целью работы которого он назвал проведение «решающей демонстрации» проявления сверхъестественных сил перед широким кругом учёных и скептиков.
Имич практиковал разгрузочно-диетическую терапию, которую считал основной причиной своего долголетия.
Александр Имич скончался 8 июня 2014 года в возрасте 111 лет 124 дня.

## Рекорды долголетия Имича
Верифицирован 14 сентября 2013 года.
- 13 (формально — 14) сентября 2013 года после смерти Салустиано Санчеса стал вторым по старшинству живущим верифицированным мужчиной в мире.
- 8 октября 2013 года вошел в сотню живших когда-либо старейших верифицированных мужчин.
- 22 декабря 2013 года стал 90-м из живших когда-либо старейших верифицированных мужчин.
- 12 января 2014 года стал 85-м из живших когда-либо старейших верифицированных мужчин.
- 4 февраля 2014 года стал 80-м из живших когда-либо старейших верифицированных мужчин.
- 9 марта 2014 года стал 75-м из живших когда-либо старейших верифицированных мужчин.
- 26 марта 2014 года стал 70-м из живших когда-либо старейших верифицированных мужчин.
- 24 апреля 2014 года в возрасте 111 лет 79 дней стал старейшим живущим верифицированным мужчиной в мире (после смерти Артуро Ликата).
- 5 мая 2014 года стал 65-м из живших когда-либо старейших верифицированных мужчин.
- 7 июня 2014 года стал 61-м из живших когда-либо старейших верифицированных мужчин.

Имич является последним живым мужчиной США, родившимся в 1903 году.

## Публикации
- Alexander Imich. Incredible Tales of the Paranormal: Documented Accounts of Poltergeist, Levitations, Phantoms, and Other Phenomena. Bramble Books, 1995. — 241 p.